# Karl-Heinz Gläser
Karl-Heinz Gläser (* 3. Dezember 1948 in Breitungen/Werra, Thüringen; † 24. August 2022) war ein deutscher Sportfunktionär und Fußballschiedsrichter des Deutschen Fußball-Verbandes sowie des Deutschen Fußball-Bundes (DFB).
Zunächst selbst Spieler bei Motor Breitungen, seit 1966 Schiedsrichter, leitete der gelernte Schweißer und Instrukteur für Polytechnik 60 Spiele ab 1983 in der höchsten Spielklasse der DDR, der Oberliga. Am 2. Juni 1990 war er Schiedsrichter des vorletzten FDGB-Pokal-Finales zwischen der SG Dynamo Dresden und dem PSV Schwerin (2:1), erstmals seit 1974 nicht mehr im Berliner Stadion der Weltjugend, sondern dem Berliner Friedrich-Ludwig-Jahn-Sportpark.
Nach der politischen Wende in der DDR wurde er als einer von fünf Unparteiischen 1991 in die Bundesliga eingestuft. Bis 1994 leitete er 29 Begegnungen in der höchsten Spielklasse des DFB.
Nach Beendigung seiner aktiven Schiedsrichterzeit aus Altersgründen arbeitete er kurzzeitig als Trainer in der Thüringenliga. Danach gehörte Karl-Heinz Gläser dem Schiedsrichterausschuss des Thüringer Fußball-Verbandes an und war wie im Vorstand des Kreisfachausschusses Werra-Rennsteig für die Öffentlichkeitsarbeit verantwortlich. Für den DFB war er zudem als Schiedsrichterbeobachter bzw. Schiedsrichtercoach in der Bundesliga und 2. Bundesliga tätig.